# Josef Meri
Pour les articles homonymes, voir Meri.
Josef (Yousef) Waleed Meri (1969-) est un grand spécialiste américain de l'histoire médiévale islamique et la civilisation, l'histoire sociale, l'histoire des communautés juives du Moyen-Orient et l'étude académique de relations interconfessionnelles.

## Biographie
Il est professeur invité d'études islamiques (2013-2014) à L’université Louis-et-Maximilien de Munich. Il a été Fellow du Collège St. Edmund, Cambridge, et chercheur invité au Centre pour les études islamiques, l'Université de Cambridge.
Il est né à Chicago en 1969 et vient d'une famille de Jérusalémite. Il a reçu son Bachelor de l'Université de Californie à Berkeley en 1992 (Phi Beta Kappa, magna cum laude) et une maîtrise en histoire de l'Université d'État de New York à Binghamton en 1995 et un doctorat en Études orientales de Wolfson College, Université d'Oxford en 1999.
De 2010-2013 il a servi comme directeur académique du Centre pour l'étude des relations entre juifs et musulmans, Institut Woolf, Cambridge, où il est un chercheur affilié. De 2005 à 2010 il a servi comme Scholar in Residence spécial et coordinateur de l'grands exégèses du Coran projet (Altafsir.com) à l'Institut Royal Aal Al-Bayt pour la Pensée Islamique, Amman, Jordanie, qui est sous le patronage de Abdallah II de Jordanie, roi de Jordanie. Il est membre à vie de l'Institut. Auparavant, il a été chercheur invité à l'Institut des Études Ismaili, Londres et l'Université de Californie à Berkeley.
La plupart de ses articles publiés et livres traitent de divers aspects de l'histoire islamique, la civilisation, les relations interconfessionnelles et de la pratique rituelle.